# ميخاو شيلينسكي
ميخاو شيلينسكي (بالبولندية: Michał Chyliński) مواليد 22 فبراير 1986 في بيدغوشتش، هو لاعب كرة سلة بولندي. بدأ مسيرته الاحترافية في سنة 2003. يلعب مع نادي فوتسوافك لكرة السلة في الدوري البولندي لكرة السلة كلاعب هجوم خلفي. يحمل الرقم 8.

## المسيرة الاحترافية
لعب مع جاي إس إف نانتير في الدوري الفرنسي في سنة 2004، ثم لعب مع بالونكيستو مالقا في الدوري الإسباني من سنة 2006 إلى 2008، ثم لعب مع تورو زغورجيلتس من سنة 2009 إلى 2015، ثم لعب مع تليكوم باسكتس بون في الدوري الألماني في سنة 2015، ثم لعب مع نادي فوتسوافك لكرة السلة في سنة 2016.

## روابط خارجية
- ميخاو شيلينسكي على موقع الاتحاد الدولي لكرة السلة (الإنجليزية)
- ميخاو شيلينسكي على موقع الدوري الأوروبي لكرة السلة (الإنجليزية)
- ميخاو شيلينسكي على موقع الدوري الإسباني لكرة السلة (الإسبانية)
- ميخاو شيلينسكي على موقع كرة السلة الأوروبية.كوم (الإنجليزية)
- ميخاو شيلينسكي على موقع ريلجم (الإنجليزية)
- ميخاو شيلينسكي على موقع بروبوليرز (الإنجليزية)
- ميخاو شيلينسكي على موقع سبورتس رفرنس (الإنجليزية)